# RAB3B
RAB3B (англ. RAB3B, member RAS oncogene family) – білок, який кодується однойменним геном, розташованим у людей на короткому плечі 1-ї хромосоми.  Довжина поліпептидного ланцюга білка становить 219 амінокислот, а молекулярна маса — 24 758.
| 10         |  | 20         |  | 30         |  | 40         |  | 50         |
| ---------- |  | ---------- |  | ---------- |  | ---------- |  | ---------- |
| MASVTDGKTG |  | VKDASDQNFD |  | YMFKLLIIGN |  | SSVGKTSFLF |  | RYADDTFTPA |
| FVSTVGIDFK |  | VKTVYRHEKR |  | VKLQIWDTAG |  | QERYRTITTA |  | YYRGAMGFIL |
| MYDITNEESF |  | NAVQDWATQI |  | KTYSWDNAQV |  | ILVGNKCDME |  | EERVVPTEKG |
| QLLAEQLGFD |  | FFEASAKENI |  | SVRQAFERLV |  | DAICDKMSDS |  | LDTDPSMLGS |
| SKNTRLSDTP |  | PLLQQNCSC  |  |            |  |            |  |            |

A: Аланін

C: Цистеїн

D: Аспарагінова кислота

E: Глутамінова кислота

F: Фенілаланін

G: Гліцин

H: Гістидин

I: Ізолейцин

K: Лізин

L: Лейцин

M: Метіонін

N: Аспарагін

P: Пролін

Q: Глутамін

R: Аргінін

S: Серин

T: Треонін

V: Валін

W: Триптофан

Кодований геном білок за функцією належить до фосфопротеїнів. 
Задіяний у таких біологічних процесах як транспорт, транспорт білків. 
Білок має сайт для зв'язування з нуклеотидами, ГТФ. 
Локалізований у клітинній мембрані, мембрані.